# Зашкильняк, Леонид Афанасьевич
Леони́д Афана́сьевич Зашкильня́к (укр. Леонід Опанасович Зашкільняк, родился 25 августа 1949 во Львове, УССР) — украинский историк. Заместитель директора по научной работе в Институте украиноведения им. Крипякевича НАН Украины.

## Биография
Окончил исторический факультет Львовского университета имени Франко (1971). В 1971—1974 аспирант кафедры истории южных и западных славян Львовского университета. Кандидат исторических наук (1975), доцент (1981), доктор исторических наук (1993), профессор (2000). Кандидатская диссертация «Борьба Польской рабочей партии против реакции за установление и укрепление народно-демократического строя в Польше (1944—1948 годы)», докторская — «Польская историография 40-60-х годов XX в. (вопросы организации и методологии)». Стажировался на историческом факультете Московского университета им. М. Ломоносова (1979), в Институте истории Варшавского университета (1974, 1989 и 1995), Институте истории Люблинского университета им. М. Кюри-Склодовской (1995), Центрально-Европейском университете в Будапеште (1996).
После окончания аспирантуры продолжал работать на кафедре истории южных и западных славян: 1974-1976-ассистент, 1976—1978 — старший преподаватель, 1978—1992 — доцент; 1988—1991 — докторант исторического факультета, 1992—1995 — доцент кафедры истории славянских стран Львовского университета, 1995—1997 — профессор, 1997—2007 — заведующий кафедрой истории славянских стран, а с 2010 года заведующий кафедрой археологии и специальных отраслей исторической науки Львовского национального университета им. И. Франко. С сентября 2007 — заместитель директора по научной работе Института украиноведения им. И. Крипякевича НАН Украины. Исследует новую и новейшую историю Польши и украинско-польских отношений, польскую, украинскую и зарубежную историографию XIX и XX века, межславянские связи, теоретические проблемы исторической науки. Автор более 250 научных и научно-популярных трудов.
Член редколлегий многих исторических изданий, в частности сборников «Проблемы славяноведения» (Львов), «Вестник Львовского университета. Серия историческая» (Львов), «Украина модерная» (Львов), «Украинский гуманитарный обзор» (Киев), « Галичина» (Ивано-Франковск) и др. Действительный член Академии исторических наук Украины, Украинского исторического общества, член Комиссии историков Украины и Польши.

## Основные труды
- Формирование и развитие исторической науки в Польше. — Львов, 1986. — 82 с.
- Историография истории южных и западных славян. — Москва, 1987 (соавтор).
- Историография истории нового времени стран Европы и Америки. — Москва, 1990 (соавтор).
- Марксизм и историческая наука в странах Центральной и Юго-Восточной Европы (1870—1965). — Москва, 1993 (соавтор).
- Польская историография после Второй мировой войны: проблемы национальной истории (40-60-е годы). — Киев, 1992. — 95 с.
- Введение в методологию истории. — Львов: Лонмио, 1996. — 95 с.
- Методология истории от древности до современности. — Львов: ЛНУ им. И.Франко, 1999. — 228 с.
- История Центрально-Восточной Европы. Пособие для студентов исторических и гуманитарных факультетов университетов / Под редакцией Леонида Зашкильняк. — Львов: Львовский национальный университет имени Ивана Франка, 2001. — 660 с.
- История Польши: от древности до наших дней. — Львов: Львовский национальный университет имени Ивана Франка, 2002. — 752 с. (соавтор — М. Г. Крикун).
- Украинская историография на рубеже XX и XXI веков: достижения и проблемы / Коллективная монография под редакцией Леонида Зашкильняк. — Львов: Львовский национальный университет имени Ивана Франка, 2004. — 406 с.
- Современная мировая историография. Пособие для студентов исторических специальностей университетов. — Львов: Паис, 2007. — 312 с.
- Леонід Зашкільняк: Новий погляд на українську історіографію XIX – початку XX століття // Український гуманітарний огляд. Вип. 1. Київ: Критика, 1999